# Valeriu Lupu
Valeriu Lupu (Bolintin-Vale, 24 gennaio 1991) è un ex calciatore rumeno, di ruolo difensore.